# Ebles Ier de Roucy
Ebles Ier, mort en 1033, fut comte de Roucy de 1000 à 1033 et archevêque de Reims de 1021 à 1033.

## Origine familiale
La seule certitude concernant sa famille est un document qui le dit frère de :
- Eudes (Odo) de Roucy, dit le Fort († 27 août, après 1021)[2], seigneur de Rumigny ;
- Liétaud (ou Létard, Létald) de Marle[3] ;
- Judith qui épousa Manassès II de Rethel, comte de Rethel.

Il est traditionnellement considéré comme fils du comte Gislebert de Roucy, son prédécesseur, et de la fille d'un duc d'Aquitaine. Cependant aucun document contemporain ne mentionne une épouse ou des enfants pour Gislebert et d'autre part ce lien n'explique pas tout :
- le prénom de Lietaud renvoie aux comtes de Mâcon ;
- celui d'Eudes renvoie aux Robertiens, aux Herbertiens ou à la maison de Blois[5] ;
- les terres de Rumigny et de Coucy appartenaient auparavant à la maison de Blois.

Ce sont ces différents points qui ont incité Jean-Noël Mathieu à proposer une nouvelle construction généalogique pour l'ascendance d'Eble de Roucy :
|                                           |                                           |                                           |                                           | Guillaume III Cte de Poitiers fils d'Ebles Manzer | Guillaume III Cte de Poitiers fils d'Ebles Manzer | Guillaume III Cte de Poitiers fils d'Ebles Manzer | Guillaume III Cte de Poitiers fils d'Ebles Manzer | Guillaume III Cte de Poitiers fils d'Ebles Manzer   | Guillaume III Cte de Poitiers fils d'Ebles Manzer   |                                                     |                                                     |                                                     |                                                     |  |  |                              |                              |                              |                              | Thibaud Ier « le Tricheur » Cte de Blois Sgr de Rumigny, de Marle et de Coucy par sa femme Liutgarde de Vermandois | Thibaud Ier « le Tricheur » Cte de Blois Sgr de Rumigny, de Marle et de Coucy par sa femme Liutgarde de Vermandois | Thibaud Ier « le Tricheur » Cte de Blois Sgr de Rumigny, de Marle et de Coucy par sa femme Liutgarde de Vermandois | Thibaud Ier « le Tricheur » Cte de Blois Sgr de Rumigny, de Marle et de Coucy par sa femme Liutgarde de Vermandois | Thibaud Ier « le Tricheur » Cte de Blois Sgr de Rumigny, de Marle et de Coucy par sa femme Liutgarde de Vermandois | Thibaud Ier « le Tricheur » Cte de Blois Sgr de Rumigny, de Marle et de Coucy par sa femme Liutgarde de Vermandois |                        |                        |                                     |                                     |                                     |                                     | Lietaud II Cte de Mâcon             | Lietaud II Cte de Mâcon             | Lietaud II Cte de Mâcon | Lietaud II Cte de Mâcon | Lietaud II Cte de Mâcon            | Lietaud II Cte de Mâcon            |                                    |                                    |                                    |                                    |  |  |                      |                      |                      |                      | Renaud Cte de Roucy  | Renaud Cte de Roucy  | Renaud Cte de Roucy | Renaud Cte de Roucy | Renaud Cte de Roucy | Renaud Cte de Roucy |  |  |                                 |                                 |                                 |                                 |                                 |                                 |  |  |                        |                        |                        |                        |                        |                        |  |  |  |  |  |  |  |  |  |  |  |  |  |  |  |  |  |  |  |  |  |  |  |  |
|                                           |                                           |                                           |                                           | Guillaume III Cte de Poitiers fils d'Ebles Manzer | Guillaume III Cte de Poitiers fils d'Ebles Manzer | Guillaume III Cte de Poitiers fils d'Ebles Manzer | Guillaume III Cte de Poitiers fils d'Ebles Manzer | Guillaume III Cte de Poitiers fils d'Ebles Manzer   | Guillaume III Cte de Poitiers fils d'Ebles Manzer   |                                                     |                                                     |                                                     |                                                     |  |  |                              |                              |                              |                              | Thibaud Ier « le Tricheur » Cte de Blois Sgr de Rumigny, de Marle et de Coucy par sa femme Liutgarde de Vermandois | Thibaud Ier « le Tricheur » Cte de Blois Sgr de Rumigny, de Marle et de Coucy par sa femme Liutgarde de Vermandois | Thibaud Ier « le Tricheur » Cte de Blois Sgr de Rumigny, de Marle et de Coucy par sa femme Liutgarde de Vermandois | Thibaud Ier « le Tricheur » Cte de Blois Sgr de Rumigny, de Marle et de Coucy par sa femme Liutgarde de Vermandois | Thibaud Ier « le Tricheur » Cte de Blois Sgr de Rumigny, de Marle et de Coucy par sa femme Liutgarde de Vermandois | Thibaud Ier « le Tricheur » Cte de Blois Sgr de Rumigny, de Marle et de Coucy par sa femme Liutgarde de Vermandois |                        |                        |                                     |                                     |                                     |                                     | Lietaud II Cte de Mâcon             | Lietaud II Cte de Mâcon             | Lietaud II Cte de Mâcon | Lietaud II Cte de Mâcon | Lietaud II Cte de Mâcon            | Lietaud II Cte de Mâcon            |                                    |                                    |                                    |                                    |  |  |                      |                      |                      |                      | Renaud Cte de Roucy  | Renaud Cte de Roucy  | Renaud Cte de Roucy | Renaud Cte de Roucy | Renaud Cte de Roucy | Renaud Cte de Roucy |  |  |                                 |                                 |                                 |                                 |                                 |                                 |  |  |                        |                        |                        |                        |                        |                        |  |  |  |  |  |  |  |  |  |  |  |  |  |  |  |  |  |  |  |  |  |  |  |  |
|                                           |                                           |                                           |                                           |                                                   |                                                   |                                                   |                                                   |                                                     |                                                     |                                                     |                                                     |                                                     |                                                     |  |  |                              |                              |                              |                              | | | | | | |                        |                        |                                     |                                     |                                     |                                     |                                     |                                     |                         |                         |                                    |                                    |                                    |                                    |                                    |                                    |  |  |                      |                      |                      |                      |                      |                      |                     |                     |                     |                     |  |  |                                 |                                 |                                 |                                 |                                 |                                 |  |  |                        |                        |                        |                        |                        |                        |  |  |  |  |  |  |  |  |  |  |  |  |  |  |  |  |  |  |  |  |  |  |  |  |
| Adélaïde x Hugues Capet roi de France     | Adélaïde x Hugues Capet roi de France     | Adélaïde x Hugues Capet roi de France     | Adélaïde x Hugues Capet roi de France     | Adélaïde x Hugues Capet roi de France             | Adélaïde x Hugues Capet roi de France             |                                                   |                                                   | Guillaume IV Cte de Poitiers                        | Guillaume IV Cte de Poitiers                        | Guillaume IV Cte de Poitiers                        | Guillaume IV Cte de Poitiers                        | Guillaume IV Cte de Poitiers                        | Guillaume IV Cte de Poitiers                        |  |  | Emma de Blois                | Emma de Blois                | Emma de Blois                | Emma de Blois                | Emma de Blois | Emma de Blois | | | Eudes Ier Cte de Blois                                                                                             | Eudes Ier Cte de Blois                                                                                             | Eudes Ier Cte de Blois | Eudes Ier Cte de Blois | Eudes Ier Cte de Blois              | Eudes Ier Cte de Blois              |                                     |                                     | Aubry II Cte de Mâcon               | Aubry II Cte de Mâcon               | Aubry II Cte de Mâcon   | Aubry II Cte de Mâcon   | Aubry II Cte de Mâcon              | Aubry II Cte de Mâcon              |                                    |                                    |                                    |                                    |  |  | Ermentrude de Roucy  | Ermentrude de Roucy  | Ermentrude de Roucy  | Ermentrude de Roucy  | Ermentrude de Roucy  | Ermentrude de Roucy  |                     |                     |                     |                     |  |  | Otte-Guillaume Cte de Bourgogne | Otte-Guillaume Cte de Bourgogne | Otte-Guillaume Cte de Bourgogne | Otte-Guillaume Cte de Bourgogne | Otte-Guillaume Cte de Bourgogne | Otte-Guillaume Cte de Bourgogne |  |  | Gislebert Cte de Roucy | Gislebert Cte de Roucy | Gislebert Cte de Roucy | Gislebert Cte de Roucy | Gislebert Cte de Roucy | Gislebert Cte de Roucy |  |  |  |  |  |  |  |  |  |  |  |  |  |  |  |  |  |  |  |  |  |  |  |  |
| Adélaïde x Hugues Capet roi de France     | Adélaïde x Hugues Capet roi de France     | Adélaïde x Hugues Capet roi de France     | Adélaïde x Hugues Capet roi de France     | Adélaïde x Hugues Capet roi de France             | Adélaïde x Hugues Capet roi de France             |                                                   |                                                   | Guillaume IV Cte de Poitiers                        | Guillaume IV Cte de Poitiers                        | Guillaume IV Cte de Poitiers                        | Guillaume IV Cte de Poitiers                        | Guillaume IV Cte de Poitiers                        | Guillaume IV Cte de Poitiers                        |  |  | Emma de Blois                | Emma de Blois                | Emma de Blois                | Emma de Blois                | Emma de Blois | Emma de Blois | | | Eudes Ier Cte de Blois                                                                                             | Eudes Ier Cte de Blois                                                                                             | Eudes Ier Cte de Blois | Eudes Ier Cte de Blois | Eudes Ier Cte de Blois              | Eudes Ier Cte de Blois              |                                     |                                     | Aubry II Cte de Mâcon               | Aubry II Cte de Mâcon               | Aubry II Cte de Mâcon   | Aubry II Cte de Mâcon   | Aubry II Cte de Mâcon              | Aubry II Cte de Mâcon              |                                    |                                    |                                    |                                    |  |  | Ermentrude de Roucy  | Ermentrude de Roucy  | Ermentrude de Roucy  | Ermentrude de Roucy  | Ermentrude de Roucy  | Ermentrude de Roucy  |                     |                     |                     |                     |  |  | Otte-Guillaume Cte de Bourgogne | Otte-Guillaume Cte de Bourgogne | Otte-Guillaume Cte de Bourgogne | Otte-Guillaume Cte de Bourgogne | Otte-Guillaume Cte de Bourgogne | Otte-Guillaume Cte de Bourgogne |  |  | Gislebert Cte de Roucy | Gislebert Cte de Roucy | Gislebert Cte de Roucy | Gislebert Cte de Roucy | Gislebert Cte de Roucy | Gislebert Cte de Roucy |  |  |  |  |  |  |  |  |  |  |  |  |  |  |  |  |  |  |  |  |  |  |  |  |
|                                           |                                           |                                           |                                           |                                                   |                                                   |                                                   |                                                   |                                                     |                                                     |                                                     |                                                     |                                                     |                                                     |  |  |                              |                              |                              |                              | | | | | | |                        |                        |                                     |                                     |                                     |                                     |                                     |                                     |                         |                         |                                    |                                    |                                    |                                    |                                    |                                    |  |  |                      |                      |                      |                      |                      |                      |                     |                     |                     |                     |  |  |                                 |                                 |                                 |                                 |                                 |                                 |  |  |                        |                        |                        |                        |                        |                        |  |  |  |  |  |  |  |  |  |  |  |  |  |  |  |  |  |  |  |  |  |  |  |  |
|                                           |                                           |                                           |                                           |                                                   |                                                   |                                                   |                                                   |                                                     |                                                     |                                                     |                                                     |                                                     |                                                     |  |  |                              |                              |                              |                              | | | | | | |                        |                        |                                     |                                     |                                     |                                     |                                     |                                     |                         |                         |                                    |                                    |                                    |                                    |                                    |                                    |  |  |                      |                      |                      |                      |                      |                      |                     |                     |                     |                     |  |  |                                 |                                 |                                 |                                 |                                 |                                 |  |  |                        |                        |                        |                        |                        |                        |  |  |  |  |  |  |  |  |  |  |  |  |  |  |  |  |  |  |  |  |  |  |  |  |
| Hedwige x Regnier IV Cte de Hainaut       | Hedwige x Regnier IV Cte de Hainaut       | Hedwige x Regnier IV Cte de Hainaut       | Hedwige x Regnier IV Cte de Hainaut       | Hedwige x Regnier IV Cte de Hainaut               | Hedwige x Regnier IV Cte de Hainaut               |                                                   |                                                   | Guillaume V Cte de Poitiers                         | Guillaume V Cte de Poitiers                         | Guillaume V Cte de Poitiers                         | Guillaume V Cte de Poitiers                         | Guillaume V Cte de Poitiers                         | Guillaume V Cte de Poitiers                         |  |  |                              |                              |                              |                              | Eble de Poitiers                                                                                                   | Eble de Poitiers                                                                                                   | Eble de Poitiers                                                                                                   | Eble de Poitiers                                                                                                   | Eble de Poitiers                                                                                                   | Eble de Poitiers                                                                                                   |                        |                        |                                     |                                     |                                     |                                     | Ne                                  | Ne                                  | Ne                      | Ne                      | Ne                                 | Ne                                 |                                    |                                    |                                    |                                    |  |  | Guy Ier Cte de Mâcon | Guy Ier Cte de Mâcon | Guy Ier Cte de Mâcon | Guy Ier Cte de Mâcon | Guy Ier Cte de Mâcon | Guy Ier Cte de Mâcon |                     |                     |                     |                     |  |  | Renaud Ier Cte de Bourgogne     | Renaud Ier Cte de Bourgogne     | Renaud Ier Cte de Bourgogne     | Renaud Ier Cte de Bourgogne     | Renaud Ier Cte de Bourgogne     | Renaud Ier Cte de Bourgogne     |  |  |                        |                        |                        |                        |                        |                        |  |  |  |  |  |  |  |  |  |  |  |  |  |  |  |  |  |  |  |  |  |  |  |  |
| Hedwige x Regnier IV Cte de Hainaut       | Hedwige x Regnier IV Cte de Hainaut       | Hedwige x Regnier IV Cte de Hainaut       | Hedwige x Regnier IV Cte de Hainaut       | Hedwige x Regnier IV Cte de Hainaut               | Hedwige x Regnier IV Cte de Hainaut               |                                                   |                                                   | Guillaume V Cte de Poitiers                         | Guillaume V Cte de Poitiers                         | Guillaume V Cte de Poitiers                         | Guillaume V Cte de Poitiers                         | Guillaume V Cte de Poitiers                         | Guillaume V Cte de Poitiers                         |  |  |                              |                              |                              |                              | Eble de Poitiers                                                                                                   | Eble de Poitiers                                                                                                   | Eble de Poitiers                                                                                                   | Eble de Poitiers                                                                                                   | Eble de Poitiers                                                                                                   | Eble de Poitiers                                                                                                   |                        |                        |                                     |                                     |                                     |                                     | Ne                                  | Ne                                  | Ne                      | Ne                      | Ne                                 | Ne                                 |                                    |                                    |                                    |                                    |  |  | Guy Ier Cte de Mâcon | Guy Ier Cte de Mâcon | Guy Ier Cte de Mâcon | Guy Ier Cte de Mâcon | Guy Ier Cte de Mâcon | Guy Ier Cte de Mâcon |                     |                     |                     |                     |  |  | Renaud Ier Cte de Bourgogne     | Renaud Ier Cte de Bourgogne     | Renaud Ier Cte de Bourgogne     | Renaud Ier Cte de Bourgogne     | Renaud Ier Cte de Bourgogne     | Renaud Ier Cte de Bourgogne     |  |  |                        |                        |                        |                        |                        |                        |  |  |  |  |  |  |  |  |  |  |  |  |  |  |  |  |  |  |  |  |  |  |  |  |
|                                           |                                           |                                           |                                           |                                                   |                                                   |                                                   |                                                   |                                                     |                                                     |                                                     |                                                     |                                                     |                                                     |  |  |                              |                              |                              |                              | | | | | | |                        |                        |                                     |                                     |                                     |                                     |                                     |                                     |                         |                         |                                    |                                    |                                    |                                    |                                    |                                    |  |  |                      |                      |                      |                      |                      |                      |                     |                     |                     |                     |  |  |                                 |                                 |                                 |                                 |                                 |                                 |  |  |                        |                        |                        |                        |                        |                        |  |  |  |  |  |  |  |  |  |  |  |  |  |  |  |  |  |  |  |  |  |  |  |  |
|                                           |                                           |                                           |                                           |                                                   |                                                   |                                                   |                                                   |                                                     |                                                     |                                                     |                                                     |                                                     |                                                     |  |  |                              |                              |                              |                              | | | | | | |                        |                        |                                     |                                     |                                     |                                     |                                     |                                     |                         |                         |                                    |                                    |                                    |                                    |                                    |                                    |  |  |                      |                      |                      |                      |                      |                      |                     |                     |                     |                     |  |  |                                 |                                 |                                 |                                 |                                 |                                 |  |  |                        |                        |                        |                        |                        |                        |  |  |  |  |  |  |  |  |  |  |  |  |  |  |  |  |  |  |  |  |  |  |  |  |
| Béatrice de Hainaut                       | Béatrice de Hainaut                       | Béatrice de Hainaut                       | Béatrice de Hainaut                       | Béatrice de Hainaut                               | Béatrice de Hainaut                               |                                                   |                                                   | Ebles Ier Cte de Roucy                              | Ebles Ier Cte de Roucy                              | Ebles Ier Cte de Roucy                              | Ebles Ier Cte de Roucy                              | Ebles Ier Cte de Roucy                              | Ebles Ier Cte de Roucy                              |  |  | Eudes le Fort Sgr de Rumigny | Eudes le Fort Sgr de Rumigny | Eudes le Fort Sgr de Rumigny | Eudes le Fort Sgr de Rumigny | Eudes le Fort Sgr de Rumigny                                                                                       | Eudes le Fort Sgr de Rumigny                                                                                       | | | | |                        |                        | Lietaud Sgr de Marle et de Coucy    | Lietaud Sgr de Marle et de Coucy    | Lietaud Sgr de Marle et de Coucy    | Lietaud Sgr de Marle et de Coucy    | Lietaud Sgr de Marle et de Coucy    | Lietaud Sgr de Marle et de Coucy    |                         |                         | Judith x Manassès II Cte de Rethel | Judith x Manassès II Cte de Rethel | Judith x Manassès II Cte de Rethel | Judith x Manassès II Cte de Rethel | Judith x Manassès II Cte de Rethel | Judith x Manassès II Cte de Rethel |  |  |                      |                      |                      |                      |                      |                      |                     |                     |                     |                     |  |  |                                 |                                 |                                 |                                 |                                 |                                 |  |  |                        |                        |                        |                        |                        |                        |  |  |  |  |  |  |  |  |  |  |  |  |  |  |  |  |  |  |  |  |  |  |  |  |
| Béatrice de Hainaut                       | Béatrice de Hainaut                       | Béatrice de Hainaut                       | Béatrice de Hainaut                       | Béatrice de Hainaut                               | Béatrice de Hainaut                               |                                                   |                                                   | Ebles Ier Cte de Roucy                              | Ebles Ier Cte de Roucy                              | Ebles Ier Cte de Roucy                              | Ebles Ier Cte de Roucy                              | Ebles Ier Cte de Roucy                              | Ebles Ier Cte de Roucy                              |  |  | Eudes le Fort Sgr de Rumigny | Eudes le Fort Sgr de Rumigny | Eudes le Fort Sgr de Rumigny | Eudes le Fort Sgr de Rumigny | Eudes le Fort Sgr de Rumigny                                                                                       | Eudes le Fort Sgr de Rumigny                                                                                       | | | | |                        |                        | Lietaud Sgr de Marle et de Coucy    | Lietaud Sgr de Marle et de Coucy    | Lietaud Sgr de Marle et de Coucy    | Lietaud Sgr de Marle et de Coucy    | Lietaud Sgr de Marle et de Coucy    | Lietaud Sgr de Marle et de Coucy    |                         |                         | Judith x Manassès II Cte de Rethel | Judith x Manassès II Cte de Rethel | Judith x Manassès II Cte de Rethel | Judith x Manassès II Cte de Rethel | Judith x Manassès II Cte de Rethel | Judith x Manassès II Cte de Rethel |  |  |                      |                      |                      |                      |                      |                      |                     |                     |                     |                     |  |  |                                 |                                 |                                 |                                 |                                 |                                 |  |  |                        |                        |                        |                        |                        |                        |  |  |  |  |  |  |  |  |  |  |  |  |  |  |  |  |  |  |  |  |  |  |  |  |
|                                           |                                           |                                           |                                           |                                                   |                                                   |                                                   |                                                   |                                                     |                                                     |                                                     |                                                     |                                                     |                                                     |  |  |                              |                              |                              |                              | | | | | | |                        |                        |                                     |                                     |                                     |                                     |                                     |                                     |                         |                         |                                    |                                    |                                    |                                    |                                    |                                    |  |  |                      |                      |                      |                      |                      |                      |                     |                     |                     |                     |  |  |                                 |                                 |                                 |                                 |                                 |                                 |  |  |                        |                        |                        |                        |                        |                        |  |  |  |  |  |  |  |  |  |  |  |  |  |  |  |  |  |  |  |  |  |  |  |  |
|                                           |                                           |                                           |                                           |                                                   |                                                   |                                                   |                                                   |                                                     |                                                     |                                                     |                                                     |                                                     |                                                     |  |  |                              |                              |                              |                              | | | | | | |                        |                        |                                     |                                     |                                     |                                     |                                     |                                     |                         |                         |                                    |                                    |                                    |                                    |                                    |                                    |  |  |                      |                      |                      |                      |                      |                      |                     |                     |                     |                     |  |  |                                 |                                 |                                 |                                 |                                 |                                 |  |  |                        |                        |                        |                        |                        |                        |  |  |  |  |  |  |  |  |  |  |  |  |  |  |  |  |  |  |  |  |  |  |  |  |
| Alix de Roucy x Hildouin IV de Montdidier | Alix de Roucy x Hildouin IV de Montdidier | Alix de Roucy x Hildouin IV de Montdidier | Alix de Roucy x Hildouin IV de Montdidier | Alix de Roucy x Hildouin IV de Montdidier         | Alix de Roucy x Hildouin IV de Montdidier         |                                                   |                                                   | Hedwige de Rumigny x Geoffroy IV Sgr de Flouriennes | Hedwige de Rumigny x Geoffroy IV Sgr de Flouriennes | Hedwige de Rumigny x Geoffroy IV Sgr de Flouriennes | Hedwige de Rumigny x Geoffroy IV Sgr de Flouriennes | Hedwige de Rumigny x Geoffroy IV Sgr de Flouriennes | Hedwige de Rumigny x Geoffroy IV Sgr de Flouriennes |  |  |                              |                              |                              |                              | | | | | | |                        |                        | Adèle x Enguerrand Ier Sgr de Coucy | Adèle x Enguerrand Ier Sgr de Coucy | Adèle x Enguerrand Ier Sgr de Coucy | Adèle x Enguerrand Ier Sgr de Coucy | Adèle x Enguerrand Ier Sgr de Coucy | Adèle x Enguerrand Ier Sgr de Coucy |                         |                         |                                    |                                    |                                    |                                    |                                    |                                    |  |  |                      |                      |                      |                      |                      |                      |                     |                     |                     |                     |  |  |                                 |                                 |                                 |                                 |                                 |                                 |  |  |                        |                        |                        |                        |                        |                        |  |  |  |  |  |  |  |  |  |  |  |  |  |  |  |  |  |  |  |  |  |  |  |  |

## Biographie

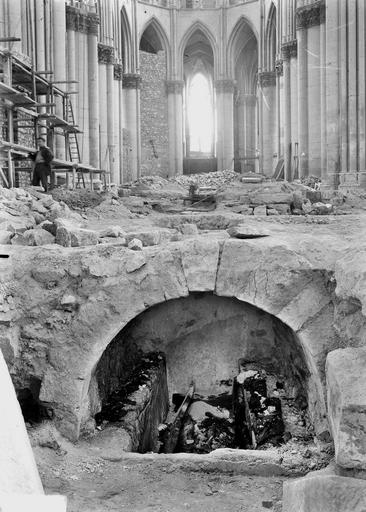
Découverte de sa tombe en la cathédrale de Reims.

Comme on l'a vu, il disposait d'un solide réseau d'alliance à son avènement, réseau qu'il compléta en épousant Béatrice de Hainaut, fille de Regnier IV, comte de Hainaut et d'Hedwige, fille d'Hugues Capet. De ce mariage il eut :
- Alix, qui lui succéda et qui épousa Hildouin IV de Montdidier, comte de Ramerupt et (par sa femme) comte de Roucy († 1063) ;
- Hedwige, qui hérita de la terre de Rumigny à la mort de son oncle Eudes le Fort et qui fut mariée à Geoffroy IV, seigneur de Flouriennes/Florines/Florennes.

Vers 1020, les deux époux se séparèrent. Ebles entra dans les ordres et fut élu archevêque de Reims en 1021, tandis que Béatrice épousa Manassès de Ramerupt, vidame de Reims, frère d'Hilduin IV de Montdidier. En 1023 il devint comte de Reims et lie le comté à l'archevêché.